# Heringsdorf
Heringsdorf es un municipio situado en el distrito de Pomerania Occidental-Greifswald, en el estado federado de Mecklemburgo-Pomerania Occidental (Alemania), a una altitud de 5 metros. Su población a finales de 2016 era de 9000 habs. y su densidad poblacional, 230 hab/km².
Se encuentra ubicado en la isla de Usedom, junto a la costa del mar Báltico.